# Ivan Alekseevič Musin-Puškin
Conte Ivan Alekseevič Musin-Puškin, (in russo: Иван Алексеевич Мусин-Пушкин) (11 novembre 1783 – Vienna, 24 giugno 1836), è stato un ufficiale russo.

## Biografia
Era il secondogenito di Aleksej Ivanovič Musin-Puškin (1744-1817), e di sua moglie, Ekaterina Alekseevna Volkonskaja (1754-1829). Ricevuto una formazione sotto la supervisione di un emigrante gesuita francese.

## Carriera
Dopo la laurea, nel 1799, venne ammesso nel Reggimento Preobraženskij con il grado di tenente. Nel 1812 partecipò alla 2º battaglione della milizia nazionale del 1812.
Partecipò alle battaglie di Czaśniki, Smolyan, Studenkov, quindi al perseguimento della ritirata francese. Nel 1813 prese parte ai combattimenti in Slesia, Prussia e Sassonia. Si distinse nelle battaglie di Bautzen, Görlitz, Dresda, Pirna e Lipsia. Il 6 maggio 1814 fu nominato generale della 2ª Armata.
Nel maggio 1815 divenne Maggiore Generale e nominato al comando della 2ª Brigata, 14ª divisione di fanteria e poi, fino al 1826, era sotto il capo della terza divisione di fanteria.
Il 28 gennaio 1828 ricoprì la carica di ciambellano.

## Matrimonio

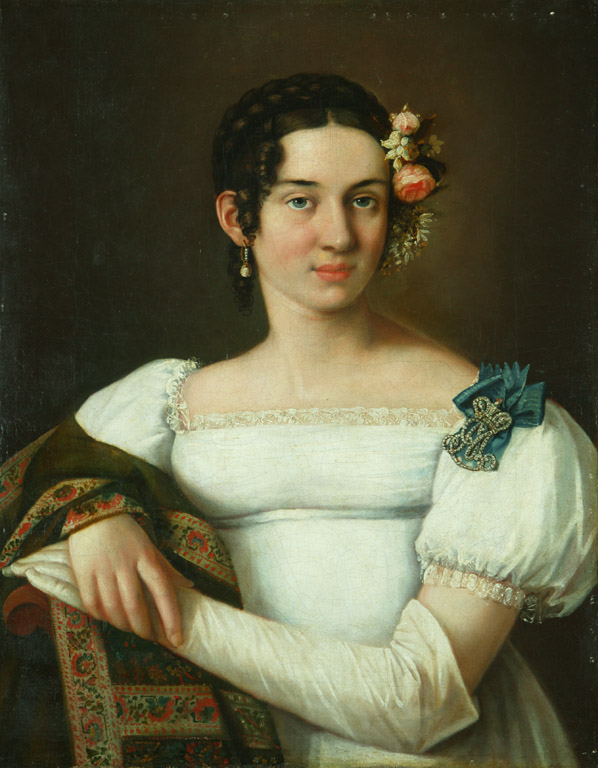
Ritratto di Marija Aleksandrovna Urusova, 1820.

Nel 1822 sposò Marija Aleksandrovna Urusova (1801-1853), figlia di Aleksandr Michajlovič Urusov. Ebbero cinque figli:
- Ekaterina Ivanovna (1823-1886), sposò il conte Egor Igelstremom;
- Aleksej Ivanovič (1825-1879), sposò la contessa Lyubov Kusheleva-Bezborodka, figlia di Aleksandr Grigor'evič Kušelëv-Bezborodko.
- Aleksandr Ivanovič (1827-1903);
- Nikolaj Ivanovič (1834-1881), sposò la contessa Marija Feodorovna Orlov-Denisov, figlia di Fëdor Vasil'evič Orlov-Denisov;
- Vladimir Ivanovič (1836-1886), sposò Varvara Alekseevna Šeremeteva, figlia di Aleksej Vasil'evič Šeremetev.

## Morte
Morì il 24 giugno 1836 a Vienna. Sua moglie si risposò con Aleksandr Michajlovič Gorčakov.